# Rosselberget
Rosselberget este o arie protejată (arie specială de conservare — SAC, sit de importanță comunitară — SCI) din Suedia întinsă pe o suprafață de 43,3 ha, integral pe uscat.

## Localizare
Centrul sitului Rosselberget este situat la coordonatele 62°28′49″N 12°41′54″E / 62.4802°N 12.6982°E.

## Înființare
Situl Rosselberget a fost declarat sit de importanță comunitară în mai 2000 pentru a proteja 1 specie de plante. Situl a fost protejat și ca arie specială de conservare în decembrie 2009.

## Biodiversitate
Situată în ecoregiunea alpină, aria protejată conține 2 habitate naturale: Pante stâncoase silicioase cu vegetație casmofită, Taiga vestică.
La baza desemnării sitului se află o specie protejată de  plante: Cynodontium suecicum.